# Gulasch

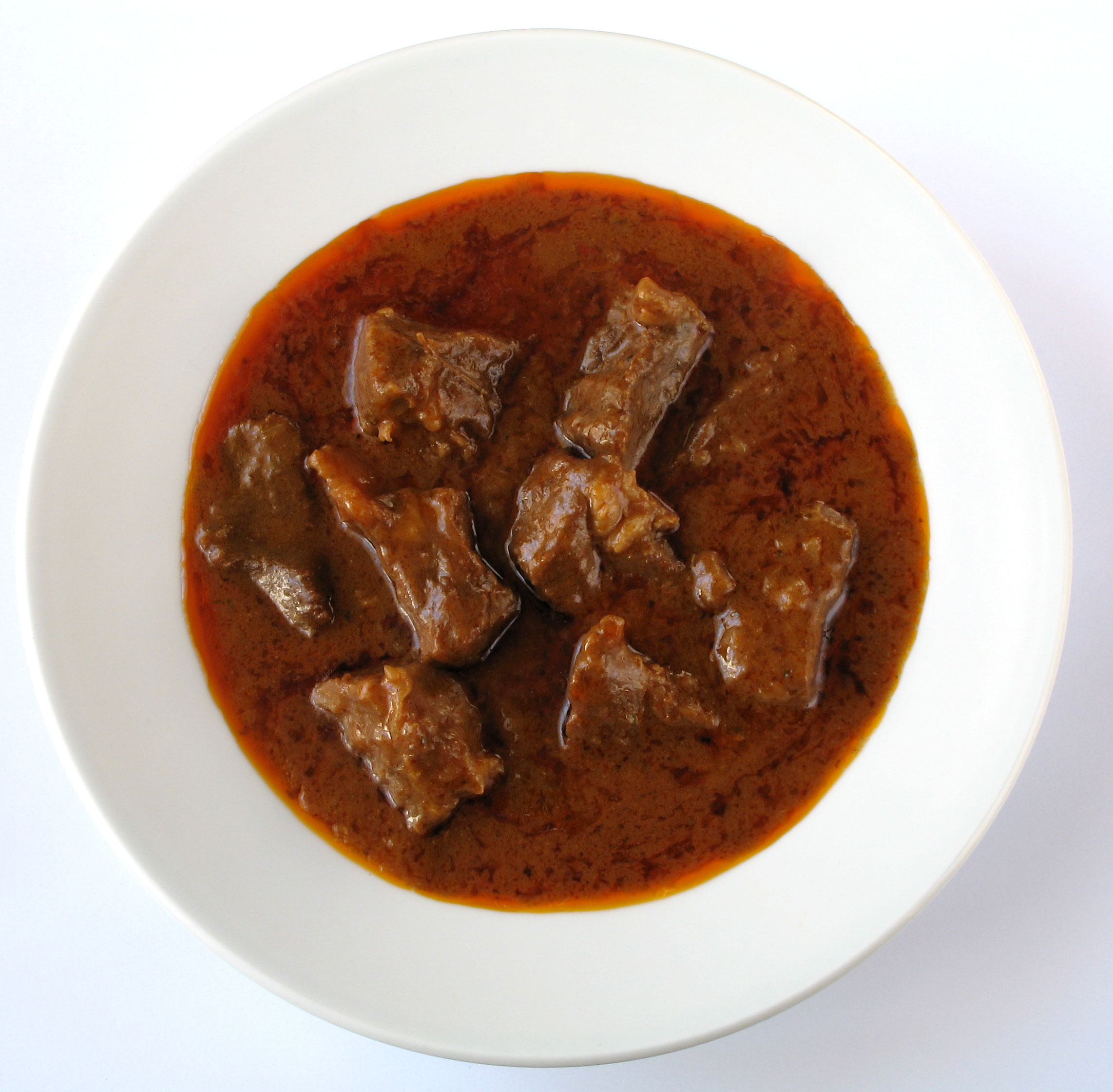
Gulasch, das in Ungarn kein Gulasch, sondern ein Pörkölt ist

Gulasch (das, in Deutschland auch der) ist eine Fleischspeise ungarischen Ursprungs. Was in allen anderen Ländern „Gulasch“, „Gulyas“ oder „goulash“ heißt, ist jedoch in Ungarn das Pörkölt bzw. Paprikás (beim Tokány wird das Fleisch in längliche Streifen geschnitten). Nur in Ungarn ist ein gulyás eine Suppe (ungarisch: gulyásleves; deutsch: Gulaschsuppe).
Gulyás wurde im 18. Jahrhundert zum Nationalgericht Ungarns deklariert, als es gleichsam als Symbol des Zusammenhalts im Kampf um die Bewahrung der nationalen Identität gegen die homogenisierenden Auswirkungen der österreichisch-ungarischen Monarchie diente. 
Dabei war Gulyás in den ersten Ausgaben des Ungarischen Nationalkochbuchs des fiktiven Autors Czifray (Czövek) István nicht enthalten; das Kochbuch war Teil des langen Prozesses des „Erfindens“ der Tradition und des „nationalen“ ungarischen Essens, der in den letzten Jahrzehnten des 18. Jahrhunderts begann.
Original zubereitet gehört Gulasch zu den gedünsteten Fleischspeisen, was bedeutet, dass zuerst die Zwiebeln angedünstet und darin die Fleischwürfel mitgedünstet werden; jedoch wird in der Praxis oftmals das Fleisch angebraten. Es werden grobe Würfel aus Fleisch mit fester Struktur (Hesse, Bug, Hals) vorzugsweise vom Rind, Kalb oder Schwein verwendet, mit Zwiebeln und Gewürzpaprika zubereitet und typischerweise mit Kümmel, Zitronenschale und etwas Knoblauch gewürzt. Fleischteile mit einem hohen Anteil an Bindegewebe (von der Schulter oder vom Wadschinken) sind besonders geeignet, da sie gut gelieren. Aus dem oft praktizierten Verhältnis 1:1 an Fleisch und Zwiebeln resultiert ein „süßlicher“ Geschmack des Gulaschs.

## Wortherkunft

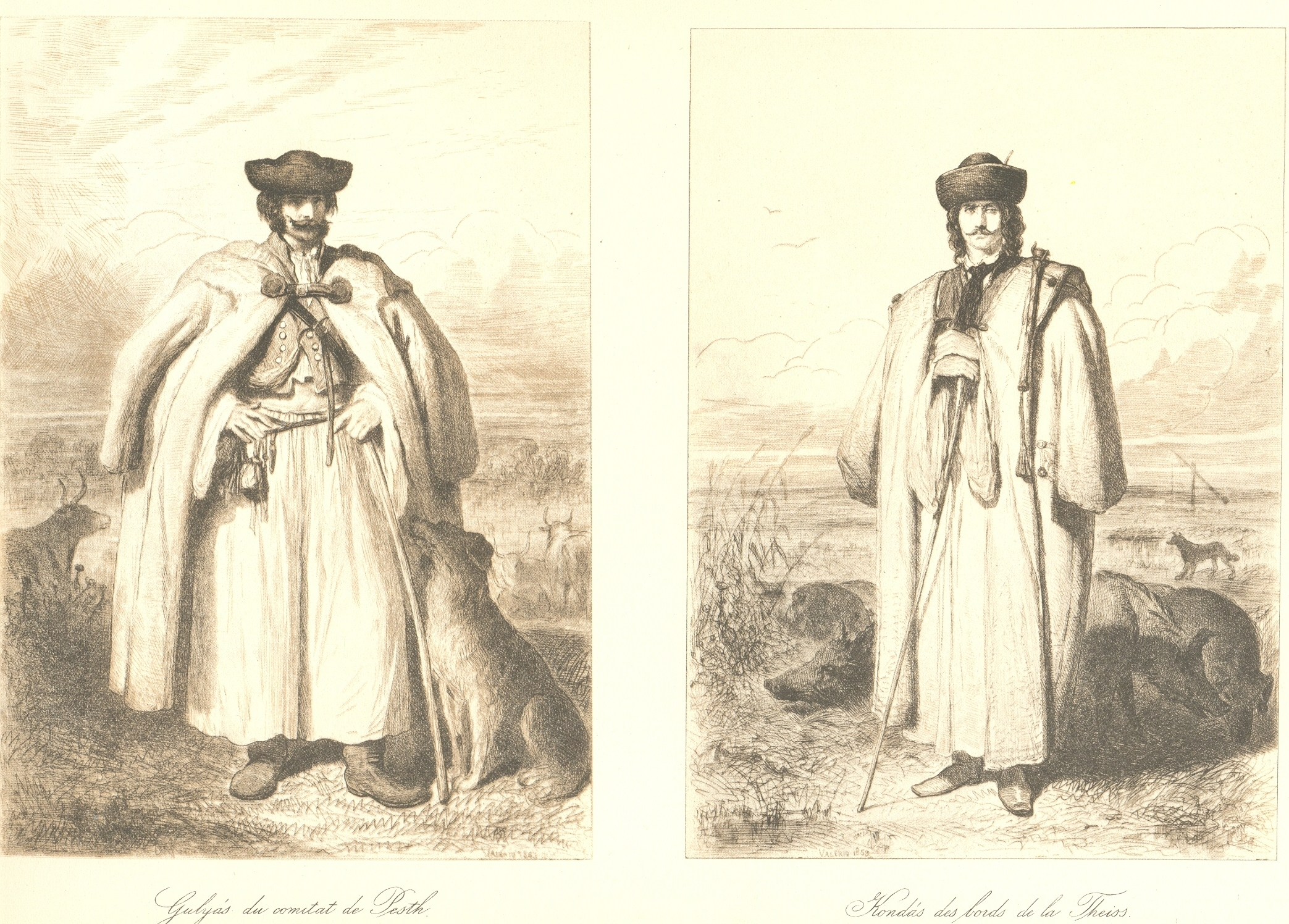
Gulyás – ungarische Hirten (19. Jahrhundert)

Im Ungarischen bezeichnet gulyás eigentlich den Rinderhirten (zu gulya: die Rinderherde). Früher hieß es gulyás hús (Fleisch) oder gulyás lé (Saft, Suppe), beides wurde verkürzt auf Gulasch; das Wort kam 1850 über Österreich nach Deutschland. Alte Schreibweisen waren Goulasch, Gollasch oder ähnlich.

## Kulturgeschichte
Gulyás ist ein sehr altes Gericht, das seine geschichtlichen Wurzeln in der nomadischen Lebensweise der antiken Magyaren hat und als Gericht der Hirten und sonstigen nicht sesshaften Bevölkerung bis in die Neuzeit überliefert und zubereitet werden konnte. Grundlage waren frisches Fleisch oder während der Wanderperioden Trockenfleisch, das dann mit Wasser aufgequollen wurde. Der Siegeszug der neuzeitlichen Gulyássuppe begann, als in Ungarn begonnen wurde, die neuentdeckte Paprika als billigen Pfeffer-Ersatz zu kultivieren, obwohl Paprika lange Zeit von der ungarischen Oberschicht verachtet war, die sich importierte Pfefferkörner und Ingwer leisten konnte. Im 19. Jahrhundert wurde Paprika schließlich von der Elite akzeptiert, als Napoleons Feldzüge und Blockaden verhinderten, dass importierte Gewürze in die Region gelangten.
Dennoch galt die Suppe immer noch als Gericht der Unterschicht und wurde vom ungarischen Adel benutzt, um die nationale Eigenständigkeit der Ungarn in Österreich-Ungarn zu untermauern. So wurde, auch um den österreichischen Adel zu provozieren, dieses „Arme-Leute-Essen“ zum Nationalgericht erklärt. Unter dem Namen eines imaginären Kochs namens István Czifray  wurde 1816 das erste "ungarische Kochbuch" dieser Zeit unter dem Titel "Nationales Kochbuch" veröffentlicht. Gulasch wird darin noch nicht erwähnt, was darauf zurückzuführen ist, dass das Adjektiv "National-" im Buchtitel nur die ungarische Sprache meinte, zumal es auch keine inhaltlichen Unterschiede zu den damaligen deutschen Kochbüchern aufwies. Erst die 4. Auflage beschreibt Gulasch-ähnliche Gerichte und führt neben der Bezeichnung gulyás auch die volkstümlichen Begriffe pörkölt hús und paprikás in die Kochbuchliteratur ein: Nun ist erstmals die Tendenz zu erkennen, die – damals noch auf sehr subtilen Unterschieden beruhend – später Gulasch zunehmend vom pörkölt trennt. In der 5. Auflage von Czifray (1833) ist Gulasch noch ein Fleischgericht ohne Saft. Direkte Daten zum Stellenwert von Gulasch in der damaligen Ernährung konnten nicht gefunden werden, aber Trends können umrissen werden, etwa die Liste der im Franz-Zelena-Kochbuch um 1830 empfohlenen Lebensmittel. In den Wintermonaten wird Gulasch alle ein bis zwei Monate an fastenfreien Wochentagen zum Abendessen serviert und ist nicht in repräsentativen Feiertagsspeisenlisten enthalten. Daraus kann auf seine relativ marginale Funktion geschlossen werden. Im Benediktiner von Füred im Jahr 1833 sind es bei dreißig Abendessen in einem Monat zwei Fleischgulasch, aber sechs "Hühnchen mit Paprika", während im Jahr zuvor, im Jahr 1832, Gulaschgerichte überhaupt nicht enthalten waren. Die Rolle des Gulaschs in der Ernährung scheint um 1830 je nach sozialer Schicht und Gemeinschaft unterschiedlich gewesen zu sein. Die ersten Anzeichen für die Umwandlung des gulaschartigen Fleischgerichts ohne Saft in eine Suppe gehen auf das Jahr 1834 zurück: Unter den Rezepten im Pester Kochbuch finden sich dann drei Gulasch-Rezepte.
Die Suppe erfreute sich aber bald auch anderortens höchster Beliebtheit, da sie als einfache und reichhaltige Speise als Reiseessen überall verfügbar und leicht und billig herzustellen war, und trat ihren Siegeszug über das Militär in die Mittel- und Oberschicht der Gesellschaft an. Kochbücher wurden für die bürgerliche Küche gedruckt; da das Bürgertum jedoch nicht oder selten ungarisch sprach, wurden ungarische Rezepte zu anderen Gerichten zusammengewürfelt oder gar selbst erfundene Phantasierezepte als „original“ ungarisch verkauft und das Wort „Gulyás“ in Gulasch verballhornt. So erschien das erste „Gulasch-Rezept“ 1819 in einem Prager Kochbuch. Das Rezept verbreitete sich rasch außerhalb Ungarns, es wurde nicht mehr nur Rind und Kalb, sondern auch Schweine-, Hammel- und Pferdefleisch verwendet und entfernte sich immer mehr von der ursprünglichen Suppe.
In Österreich wurde erstmals im Jahr 1827 ein Rezept über Ungarisches Kolaschfleisch im Kapitel Eingemachtes im Großen Wiener Kochbuch von Anna Dorn erwähnt. In späteren Ausgaben bezeichnete sie es auch als Ungarisches Gulyásfleisch. Hier fand das Gulasch weite Verbreitung, und es entstanden einige noch heute gebräuchliche Varianten wie Saft- und Fiakergulasch. Mitte des 19. Jahrhunderts fand man Gulasch auch in deutschen Kochbüchern.
Gulaschsuppe wiederum kam in Deutschland vermutlich erst Ende des 19. Jahrhunderts mit modernen Feldkochherden für die Streitkräfte auf; dies begründete die volkstümliche Bezeichnung Gulaschkanone, ein Ausdruck aus der Soldatensprache, der seit dem Ersten Weltkrieg belegt ist.

## Varianten

### Kesselgulasch

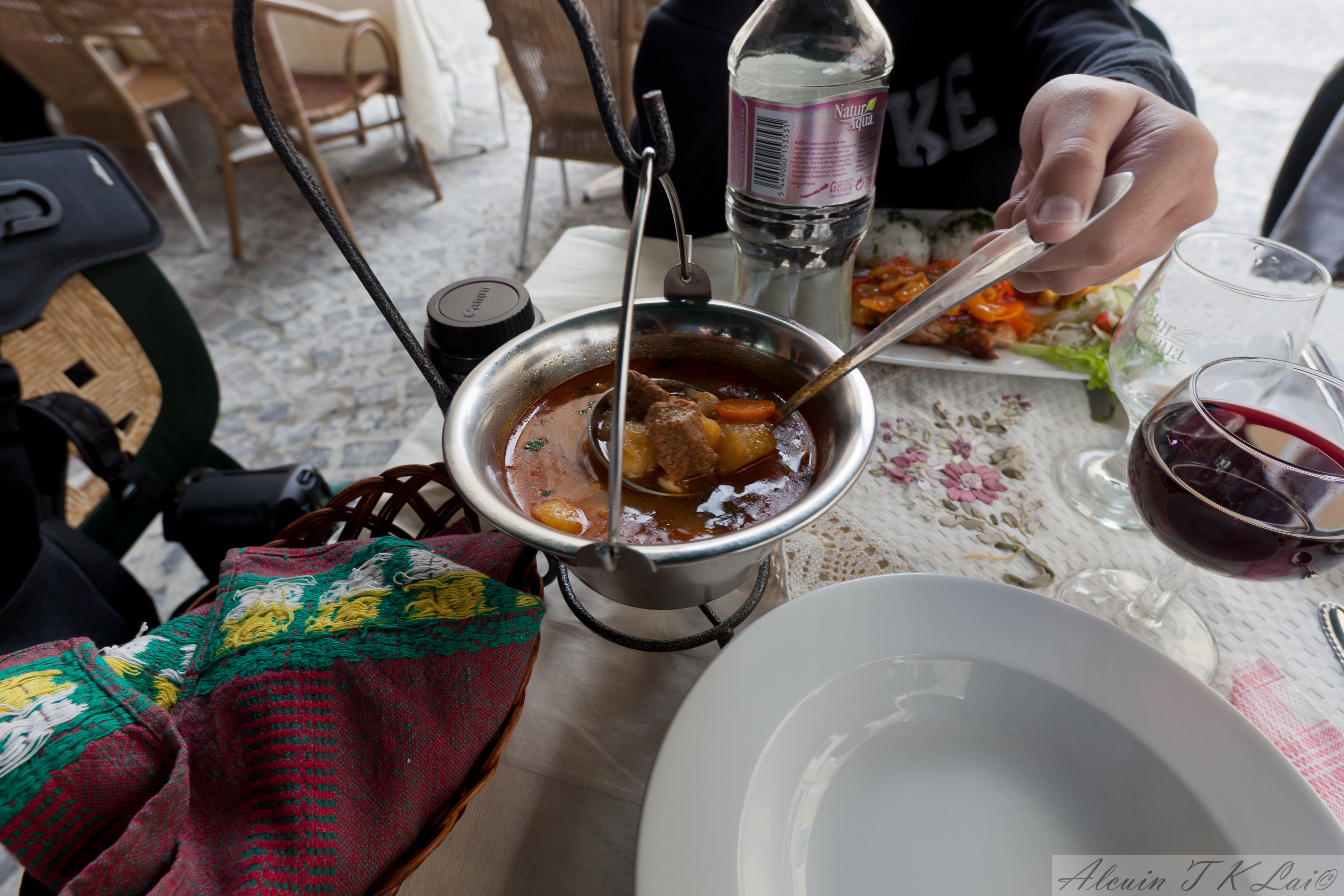
Bográcsgulyás im Silberkesselchen

Bográcsgulyás ist eine suppige Variante, die in kleinen Silberkesselchen serviert wird. Bogrács ist der Kessel, in dem das traditionelle ungarische gulyás gekocht wird. Eine Variante schreibt vor, Rindfleisch und grob geschnittene Zwiebeln, Tomaten, Streifen von roten und grünen Paprikaschoten, Salz, etwas Kümmel, zerdrückte Knoblauch-Zehen und Paprika-Pulver in das Kochgefäß zu geben und mit Wasser zu ‚untergießen‘. Bevor das Fleisch gar ist, kommen rohe Kartoffelwürfel dazu, und gegen Ende des Garprozesses werden Csipetke (von Hand abgerissene Stücke von Nudelteig, die zuerst in heißem Salzwasser gegart werden) mitgekocht. Oder: Schmalz wird bis zum Rauchen erhitzt, um die Knoblauch- und Zwiebelwürfel erst goldgelb zu rösten und zu paprizieren, sonst wie zuvor.

### Erdäpfelgulasch

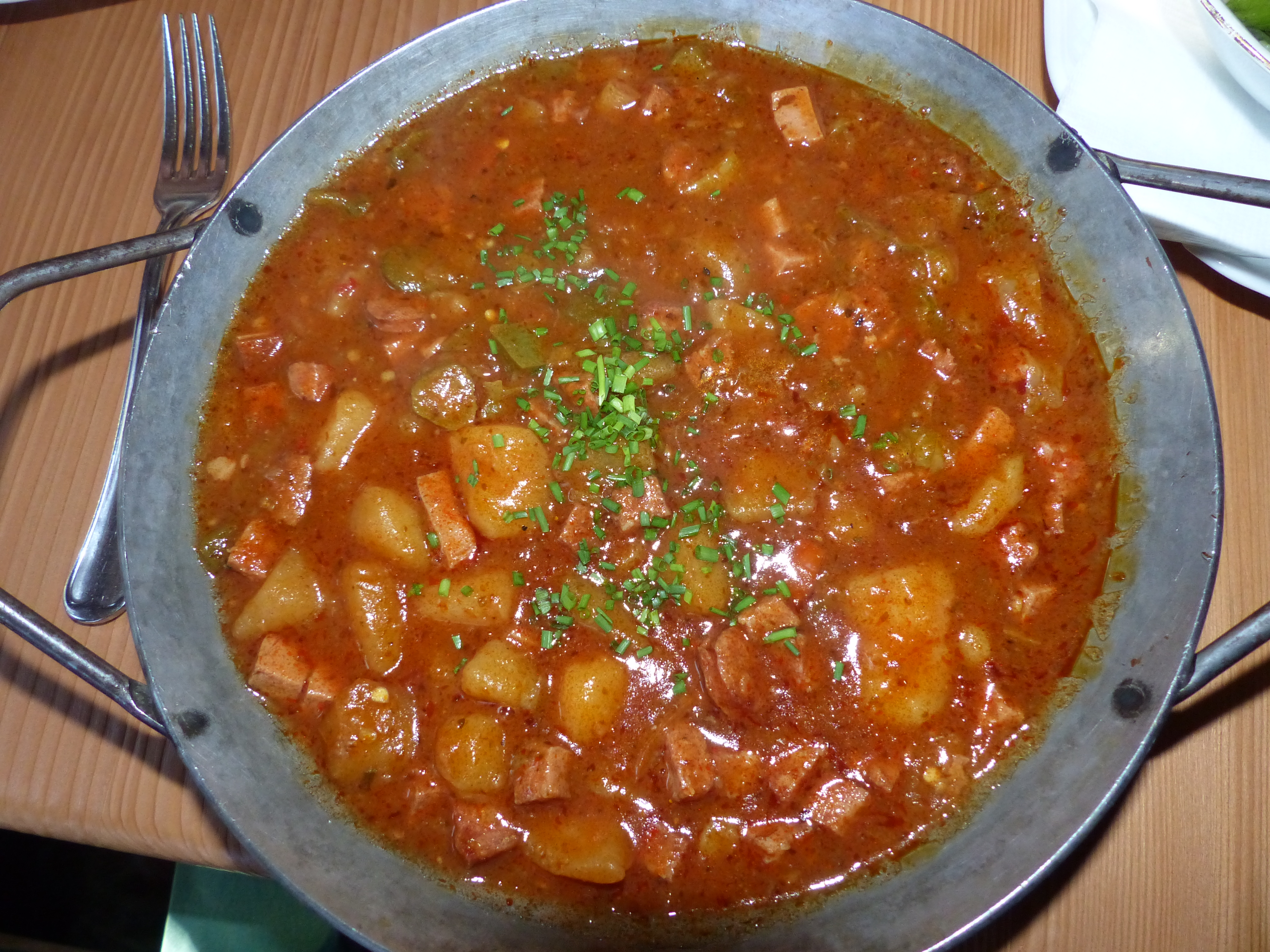
Erdäpfelgulasch im Reindl serviert

In heißem Fett werden kleingeschnittene Wurst (in Österreich die sog. Braunschweiger oder Klobasse) und in schmale Spalten geschnittene Zwiebeln goldgelb angebraten. Anschließend werden Paprika und Kümmel dazugegeben, gesalzen und gepfeffert und mit etwas Essig abgelöscht. In Stücke geschnittene Erdäpfel (Kartoffeln) werden hinzugefügt und alles wird mit Wasser oder Brühe aufgefüllt, dass es knapp bedeckt ist, und auf kleiner Flamme gekocht, bis die Kartoffeln weich sind.

### Esterházygulasch
Beim Esterházygulasch wiederum wird das mit Rahm gebundene Rindsgulasch durch in Streifen geschnittenes Wurzelwerk (Julienne von Karotten und Sellerie) und Kapern ergänzt. Dazu werden Salzkartoffeln serviert.

### Rindergulasch

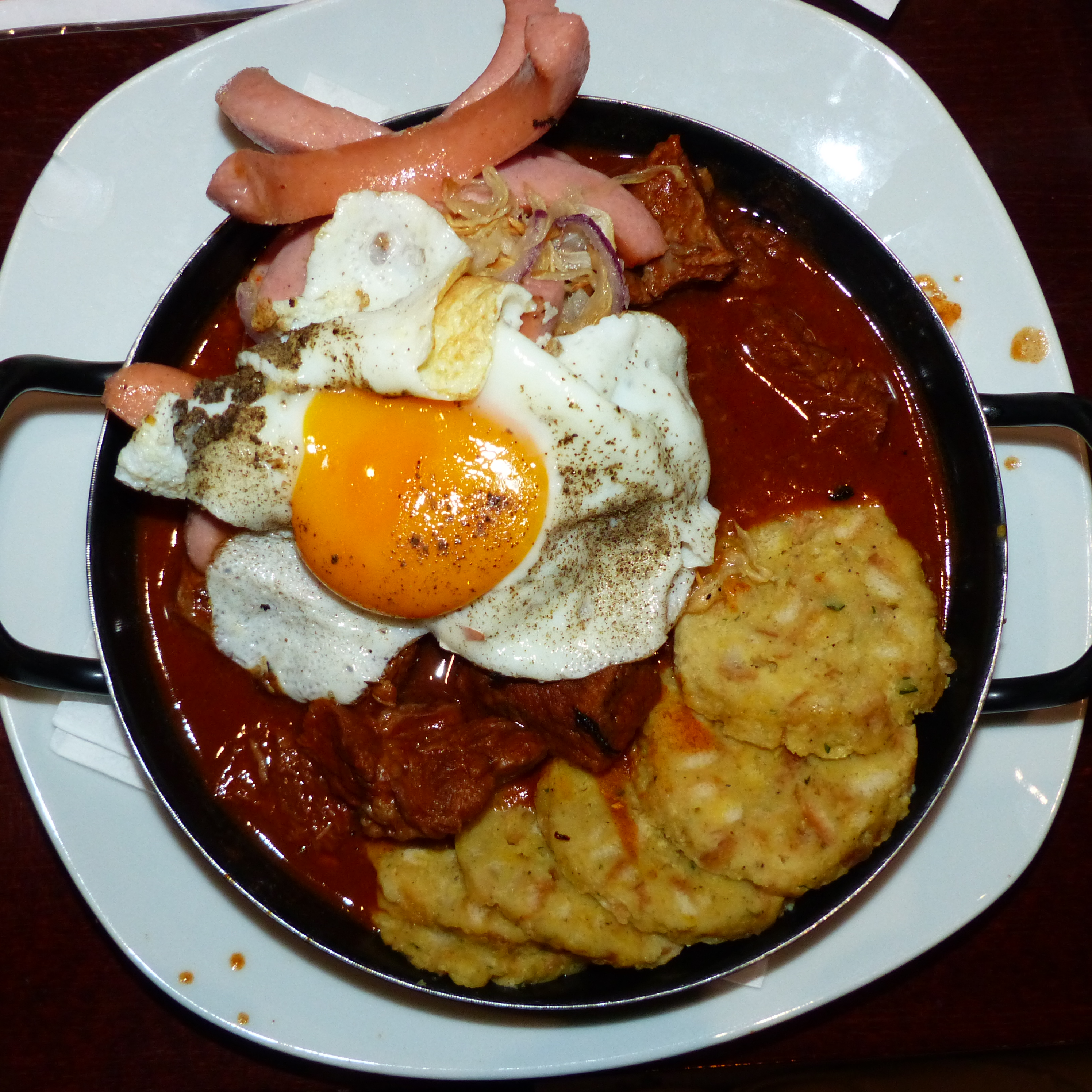
Fiakergulasch mit Würstel, Spiegelei und Semmelknödel serviert

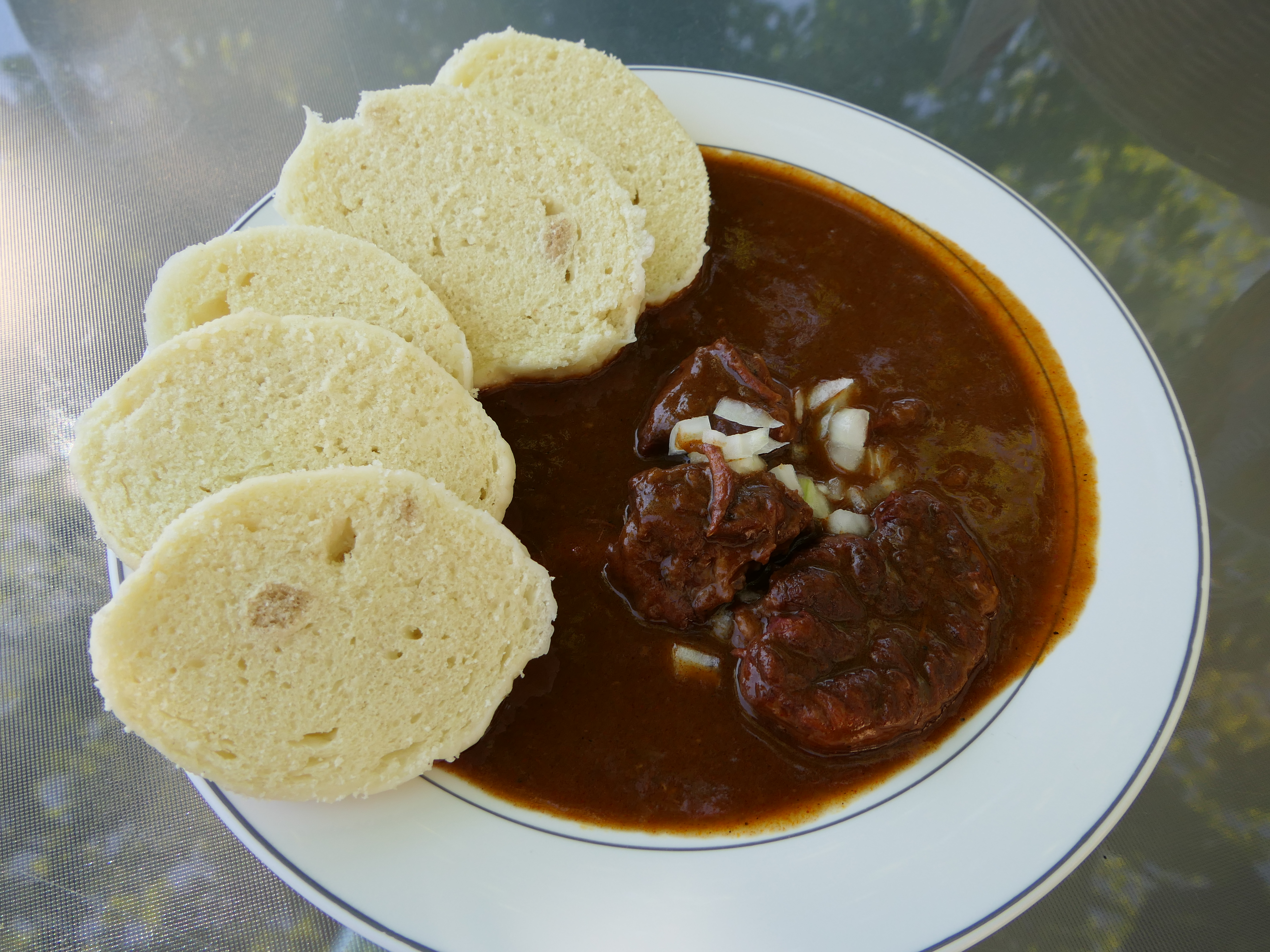
Rindergulasch mit böhmischen Hefeknödeln

Rindergulasch (auch, bzw. in Österreich nur mit Fugen-s, als Rindsgulasch) besteht aus magerem Rindfleisch und Zwiebeln. Für die Zubereitung brät man zuerst die Zwiebeln an und dünstet darin das Fleisch. Je nach Rezept gibt man Tomatenmark und typische Gewürze wie Paprika, Salz, Pfeffer, Kümmel, Majoran, Thymian, Knoblauch und Zitronenschale hinzu. Anschließend stäubt man es für die Bindung mit Mehl an, und gießt es mit Wasser oder Brühe auf. Teilweise wird auch Rotwein hinzugegeben und das Gulasch alternativ mit dunklem Brot oder Stärke gebunden.

### Saftgulasch (Gulasch auf Wiener Art)
Gulasch aus dickblättrig geschnittenem Wadschinken, das im Gegensatz zum Rindsgulasch nicht mit Mehl gestaubt wird. Den Saft lässt man mehrmals eingehen und gießt wieder mit sehr wenig Wasser auf, sodass nur im eigenen Saft gedünstet wird. Nur so bekommt man den typischen braunen, fetten Saft des Wiener Saftgulaschs, und die Zwiebeln können gänzlich verkochen und das Gulasch binden.
Fiakergulasch
Eine üppigere Abwandlung des Wiener Gulaschs ist das Fiakergulasch, das zusätzlich mit gebratenen oder frittierten Frankfurter Würsteln, Spiegelei, fächerartig geschnittener Gewürzgurke und eventuell Semmelknödeln serviert wird. Der Name leitet sich ab von den als Fiaker bekannten Wiener Lohnkutschern. Diese Variante ist auch unter dem Namen „Herrengulasch“ bekannt.
Karlsbader Gulasch
Saftgulasch wird mit Sauerrahm und Mehl gebunden, als Beilage werden Nocken gereicht.
Kaisergulasch
Das Gulasch wird mit Lendenbraten zubereitet und mit abgeschmalzenen Nudeln serviert.
Bauerngulasch
Rindsgulasch mit kleinen Semmelknödeln oder Hefeknödeln.
Znaimer Gulasch
Als typische Zutat werden Znaimer Gurken und Tomaten hinzugegeben.

### Szegediner Gulasch oder Székely-Gulasch

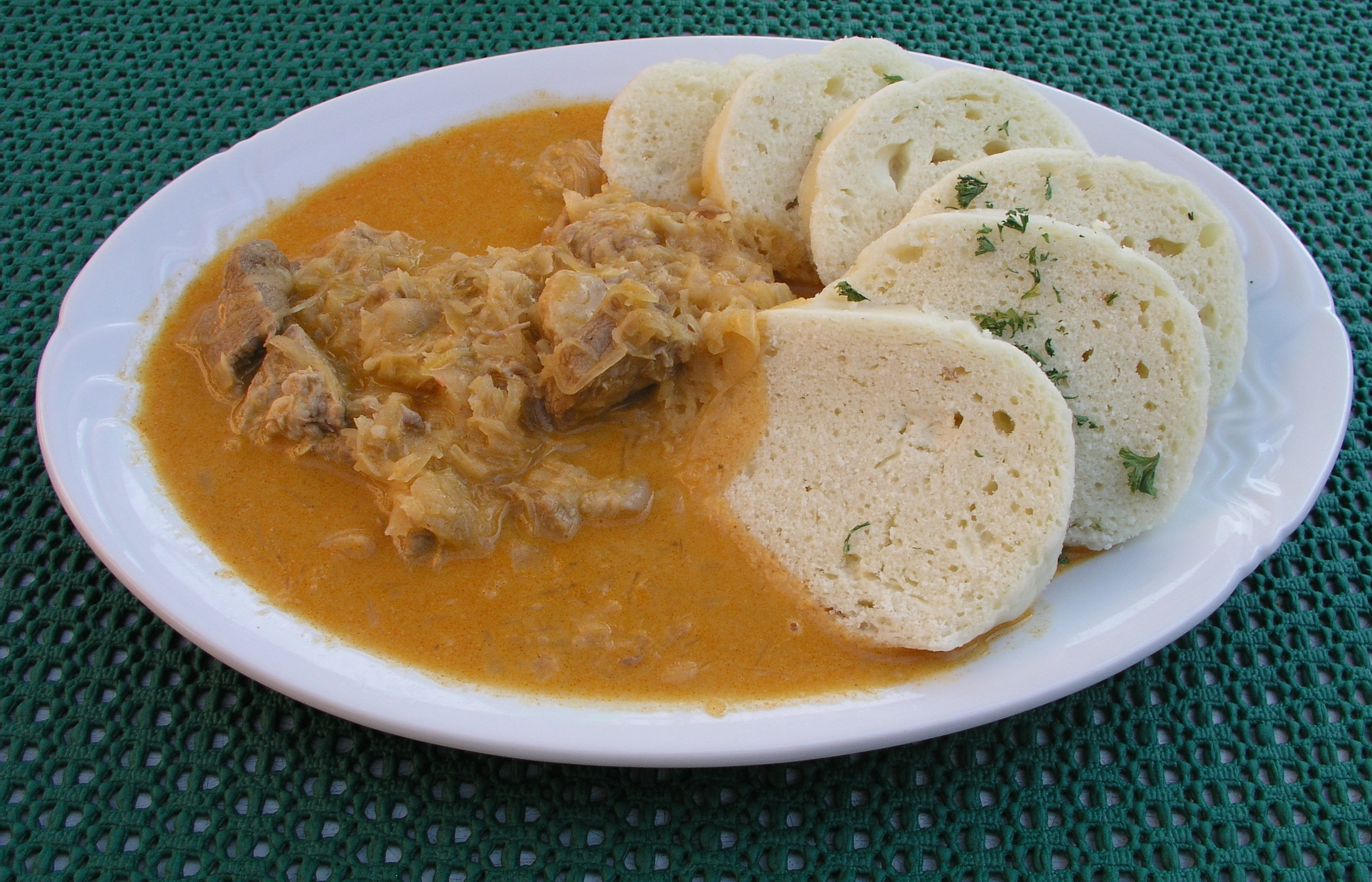
Szegediner Gulasch mit böhmischen Knödeln

Szegediner (sprich [ˈsɛgɛ-]) Gulasch (auch Krautgulasch, ungarisch: székelykáposzta oder székelygulyás) ist ein Gulasch mit Sauerkraut und Sauerrahm.
Zur Zubereitung nach klassischem Rezept werden Zwiebeln in Schweine-Schmalz gedünstet, mittelgroße Würfel von Rind- oder Schweinefleisch – auch gemischt – zugegeben und angebraten, mit etwas Essig und Wasser abgelöscht, mit reichlich Rosenpaprika gewürzt und eine Zeit lang geschmort. Anschließend werden Sauerkraut (etwa halb so viel wie Fleisch) und Kümmel hinzugefügt und weiter gegart. Gegen Ende werden noch Sauerrahm oder Crème fraîche und zerdrückter Knoblauch untergerührt. Nach der Zugabe des Sauerrahms sollte das Gulasch nicht mehr weiterkochen. Serviert wird Szegediner Gulasch in Österreich mit Kartoffeln oder Weißbrot, in Tschechien und der Slowakei mit Böhmischen Knödeln als Beilage.
Der deutsche Name Szegediner Gulasch ist vermutlich irreführend, da die ursprüngliche ungarische Bezeichnung Székely gulyás nicht auf die Stadt Szeged zurückgeht, sondern auf den Namen des ungarischen Schriftstellers und Dichters József Székely (1825–1895), „der zu dieser vorzüglichen Speise inspirierte“ – so Károly Gundel.
Bestellt man in einem Restaurant der ungarischen Stadt Szeged ein Gulasch, so bekommt man eine Art Gulaschsuppe, nämlich einen Kesselgulasch (Bográcsgulyás).
Das Szegediner Gulasch wird wegen seines ähnlichen Aussehens leicht mit dem Szegediner Krautfleisch verwechselt.

### Debrecziner Gulasch
Dieses Gulasch ist eine Abwandlung, bei der statt des Rindfleischs Debrecziner-Wurst in Scheiben oder Würfel geschnitten und zu dem Gulasch gegeben wird.

### Hirschgulasch

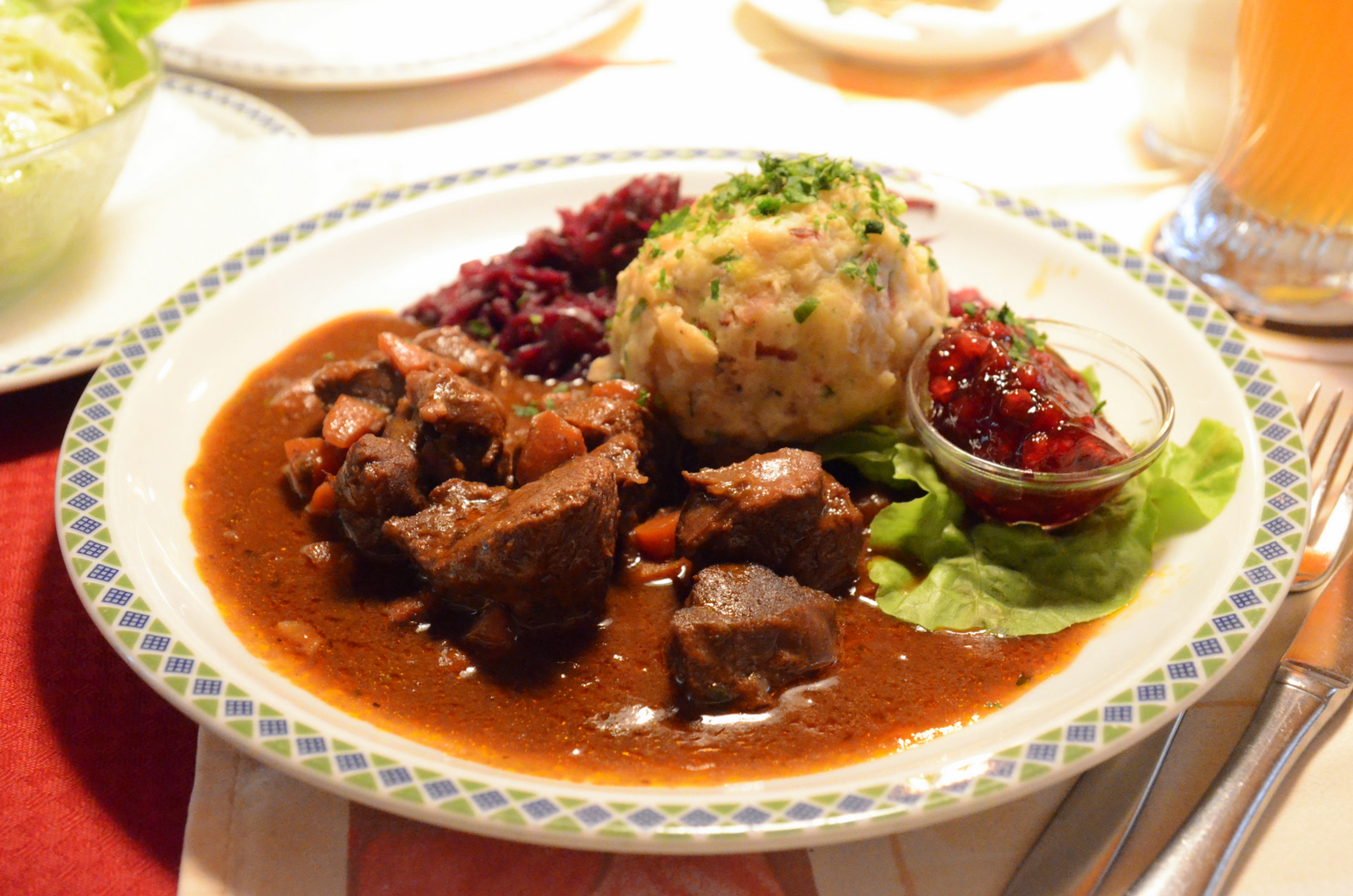
Südtiroler Hirschgulasch mit Speckknödel und Blaukraut

Vom Hirschfleisch wird meist das Schulterfleisch gewählt, mit feingeschnittenen Zwiebeln in Schweinefett geröstet, Paprikapulver, Knoblauch, Tomatenmark, Majoran und Kümmel gewürzt durchgekocht, dann mit Sauerrahm und Mehl gebunden.

### Kalbsgulasch
Für dieses besonders feine Gulasch röstet man gehackte Zwiebeln goldgelb, schneidet das Kalbfleisch (am besten von der Keule) und dünstet es mit Salz und Paprika. Danach wird es mit Mehl gebunden und mit Sauerrahm (Schmand) abgeschmeckt. In Österreich werden dazu traditionell Nockerln serviert.

### Zigeunergulasch
Auf gleiche Art wie Rindergulasch wird Zigeunergulasch (siehe auch À la zingara) zubereitet, es werden jedoch neben Rind- auch Schweine- und Lammfleisch verwendet und später gewürfelte Tomaten, Kartoffeln und grüne Paprikaschoten.

### Wurstgulasch

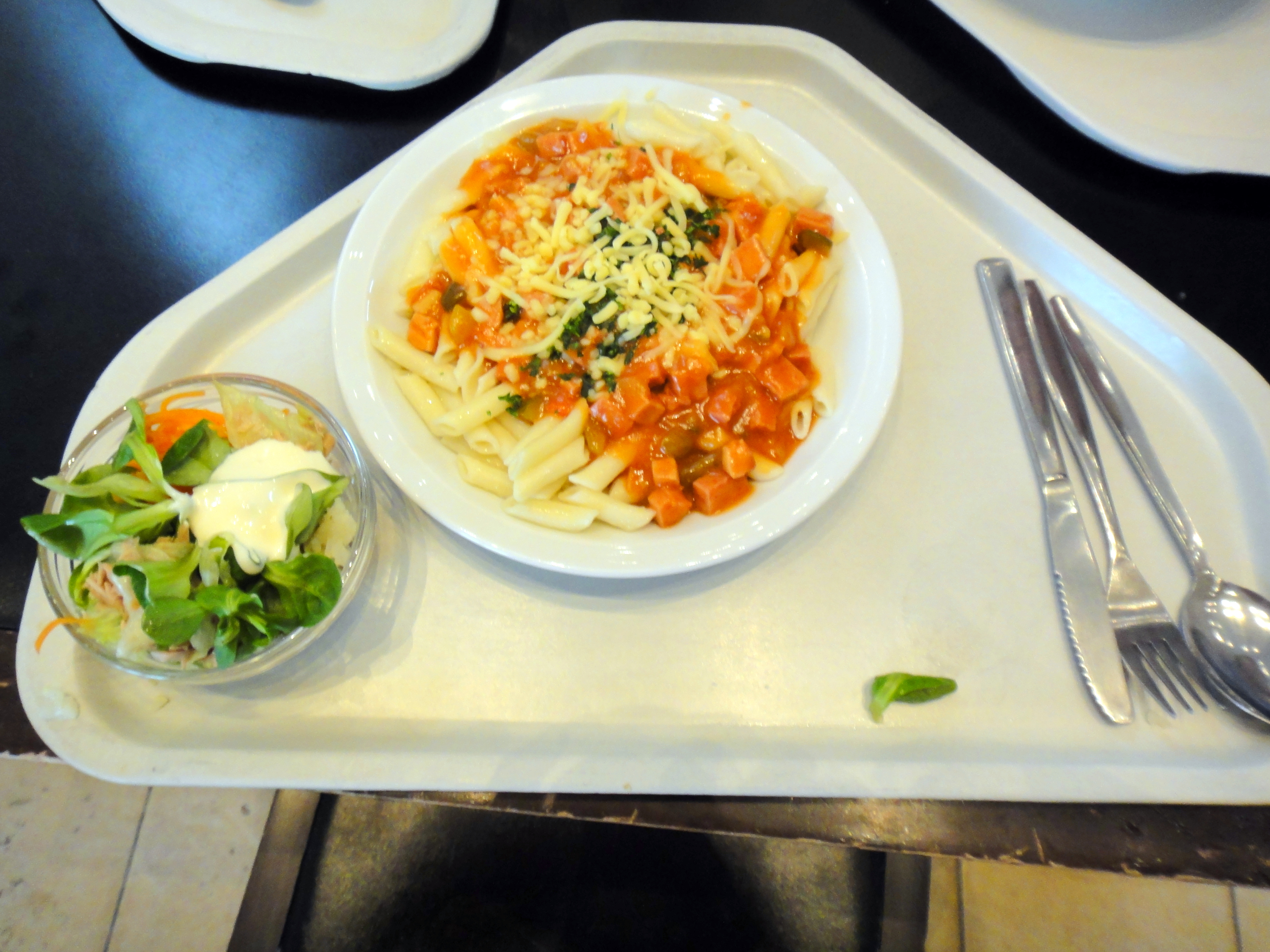
Wurstgulasch in einer Kantine

Wurstgulasch (auch Würstelgulasch) ist eine besonders in Ostdeutschland bekannte Variante aus Jagdwurst oder ähnlicher Wurst mit einer Sauce auf Basis von Tomatenmark oder Ketchup. Es wird meist mit Makkaroni serviert. Wurstgulasch wird oft in Großküchen zubereitet und gehörte in der Küche der Deutschen Demokratischen Republik zu den üblichen Gerichten bei der Schulspeisung. In Österreich versteht man unter Würstelgulasch Erdäpfelgulasch, dem in Scheiben geschnittene Debrecziner-Würste beigegeben werden.

## Sonstiges
Um die Bedeutung des Gulasch im Donauraum zu unterstreichen, wird vom Ungarischen Arbeiterverein Wien seit 2016 im Donaupark ein Gulaschfestival veranstaltet, bei dem zahlreiche Kochgruppen aus Ungarn und Österreich um das Beste Gulasch rittern. Früherer Austragungsort war seit 2010 der Böhmische Prater.